# Närpes
Närpes (finnisch Närpiö) ist eine Stadt und Gemeinde in der westfinnischen Landschaft Österbotten. Sie liegt rund 80 Kilometer südlich der Stadt Vaasa an der Küste des Bottnischen Meerbusens. Närpes war bis 2014 eine von drei finnischen Gemeinden außerhalb Ålands, in denen ausschließlich Schwedisch Amtssprache war. Die beiden anderen, Korsnäs und Larsmo, wurden Anfang 2015 zweisprachig; Närpes folgte erst am 1. Januar 2016, weil einige Einwohner gegen die Änderung des Sprachstatus geklagt hatten. Rund 93 Prozent der Einwohner sind Finnlandschweden.
Närpes wurde 1331 erstmals urkundlich erwähnt und umfasste als Kirchspiel über Jahrhunderte weite Teile des Umlandes. Die politische Gemeinde Närpes besteht seit 1867; 1973 gingen in ihr auch die zuvor selbständigen Gemeinden Övermark und Pörtom sowie Teile der Gemeinde Korsnäs auf. 1993 erhielt Närpes die Stadtrechte. Die Politik der Gemeinde wird von der Schwedischen Volkspartei bestimmt, die in der Vierjahresperiode 2013–2016 32 der 35 Abgeordneten im Stadtparlament stellt.
Zur Stadt zählen neben dem Kirchdorf Närpes die Orte Bäckby, Böle, Finnby, Gottböle, Kalax, Kaldnäs, Karlå, Klaresund, Knåpnäs, Kåtnäs, Norrnäs, Nämpnäs, Näsby, Pjelax, Rangsby, Ståbacka, Tjärlax, Träskböle, Västeryttermark und Österyttermark.
Närpes ist ein Zentrum des finnischen Gemüseanbaus. In den Gewächshäusern der Gemeinde werden rund 60 % der finnischen Tomaten und ein Drittel der finnischen Gurken gezogen. Traditionell sind auch Bootsbau und Fischerei von großer Bedeutung, weiterhin haben sich holz- und metallverarbeitende Industriebetriebe angesiedelt.
Sehenswert ist die Pfarrkirche von Närpes. Sie stammt aus der Mitte des 16. Jahrhunderts und wurde seither häufig erweitert und umgestaltet. Im Kirchhof befinden sich rund 150 Ställe, in denen die Kirchgänger für die Dauer des Gottesdienstes ihre Pferde parkten. Die Holzkirchen von Pörtom und Övermark stammen aus den Jahren 1781–1783 respektive 1878. Von Bedeutung für den Tourismus ist weiterhin der Freizeitpark Öjskogsparken, der unter anderem ein Theater, einen Streichelzoo und verschiedene Museen beherbergt.

## Städtepartnerschaften
- Akranes, Island
- Bamble, Norwegen
- Tønder, Dänemark
- Västervik, Schweden

## Persönlichkeiten
- Johan Storgård (* 1964), Schauspieler

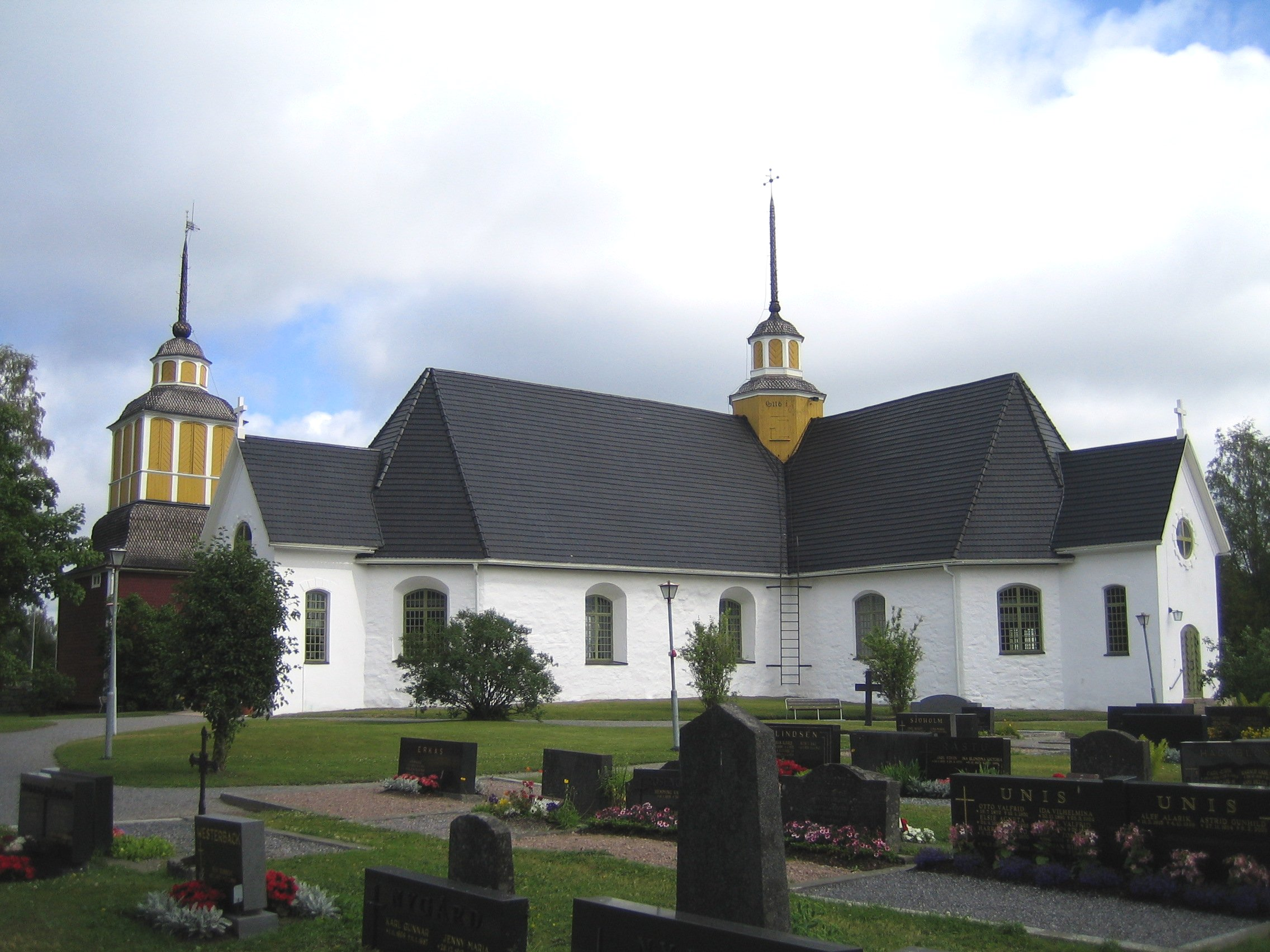
Die Kirche von Närpes
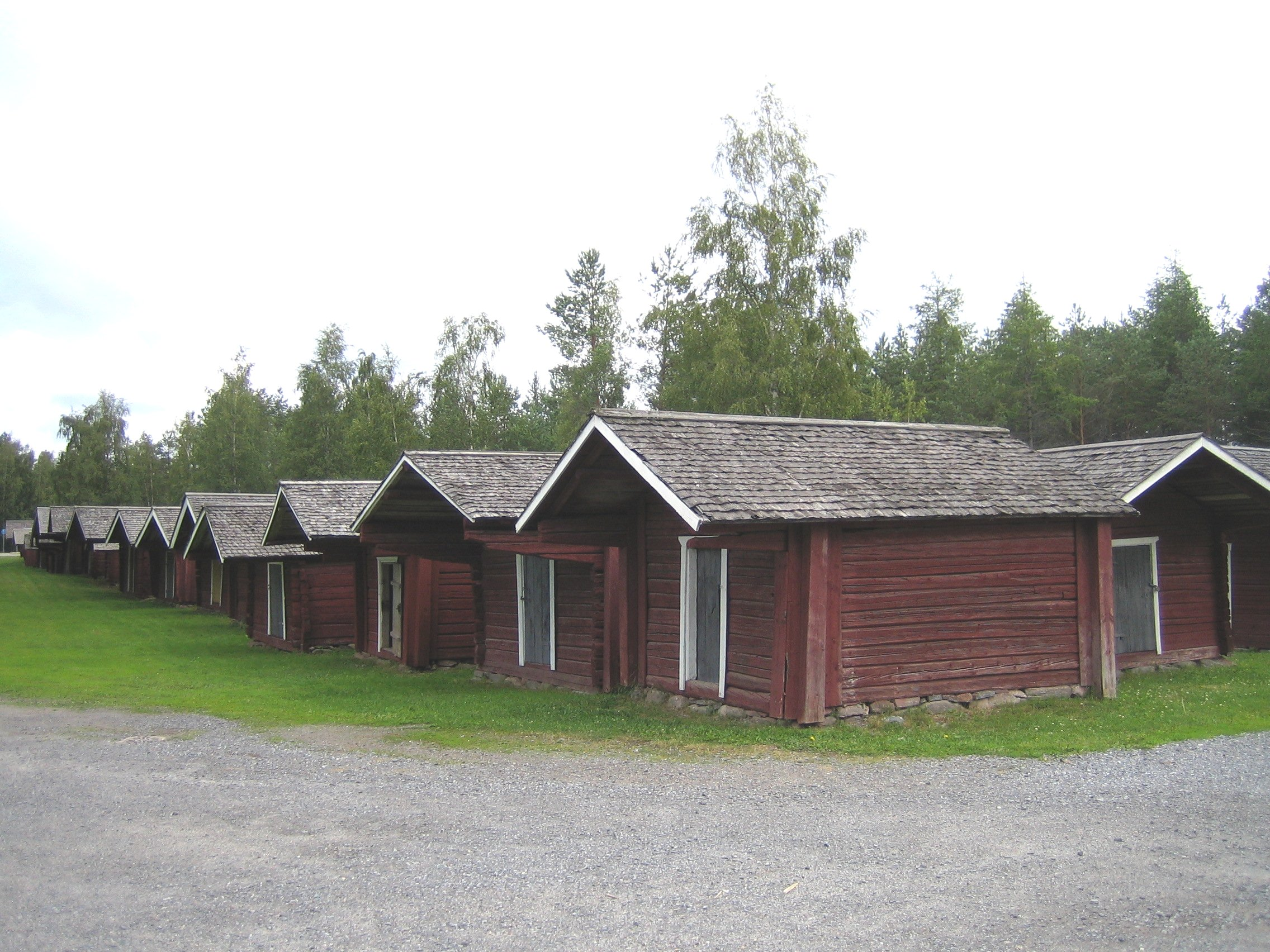
Stallungen der Kirche
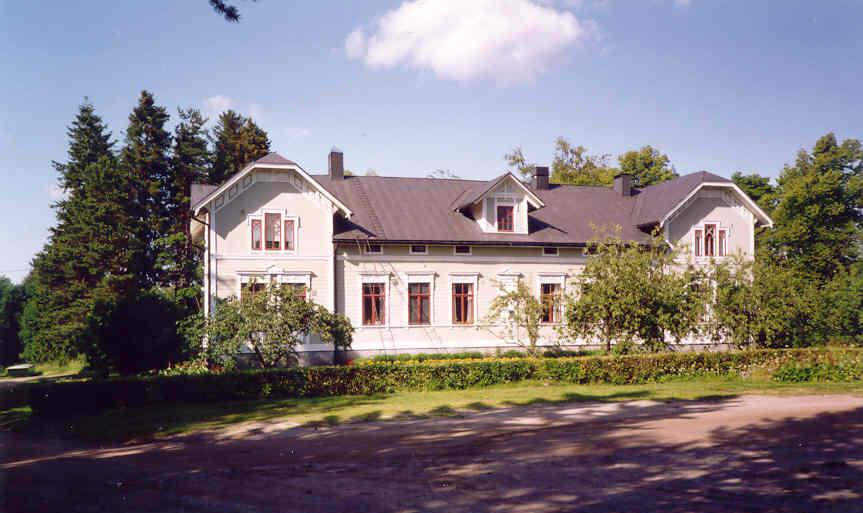
Pfarrhaus